# Micythus torquentus
Espèce
Micythus torquentus est une espèce d'araignées aranéomorphes de la famille des Gnaphosidae.

## Distribution
Cette espèce est endémique de Hainan en Chine. Elle se rencontre dans le xian de Chengmai.

## Description
Le mâle holotype mesure 5,19 mm et la femelle paratype 6,17 mm.

## Systématique et taxinomie
Cette espèce a été décrite par Cui en 2023.

## Publication originale
- Cui, 2023 : « A new species of genus Micythus Thorell, 1897 (Araneae: Gnaphosidae) from Hainan, China. » Zootaxa, no 5301(3), p. 397-400.